# Louise-Adélaïde de Bourbon-Condé

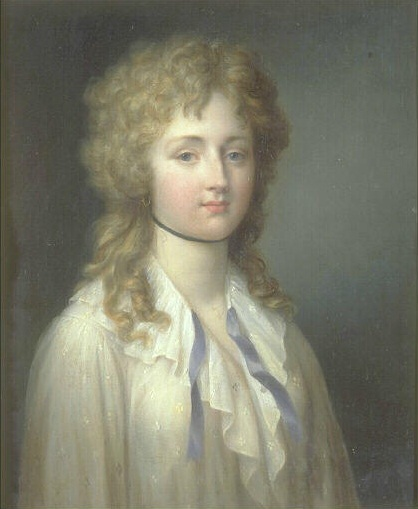
Mademoiselle de Condé, gemalt von Franque

Louise Adélaïde de Bourbon, Mademoiselle de Condé (* 5. Oktober 1757 in Chantilly; † 10. März 1824 in Paris) war eine französische Prinzessin und benediktinische Klostergründerin.

## Leben und Werk

### Herkunft und Verwandtschaft
Louise de Condé aus dem Hause Bourbon-Condé, einer Nebenlinie des französischen Königshauses, war die Tochter von Louis V. Joseph de Bourbon, prince de Condé, Großmeister von Frankreich, und Charlotte de Rohan (1737–1760), Tochter von Charles de Rohan, Fürst von Soubise. Sie war väterlicherseits die Enkelin von Louis IV. Henri de Bourbon, prince de Condé und Caroline Charlotte von Hessen-Rheinfels-Rotenburg (1714–1741), Schwägerin (über ihre Schwester) von Karl Emanuel III. (Savoyen). Sie war die Schwester von Louis VI. Henri Joseph de Bourbon, prince de Condé, die Schwägerin von Bathilde d’Orléans, sowie die Tante von Louis Antoine de Bourbon, Herzog von Enghien. Somit war sie zu einem Viertel Deutsche.

### Kindheit, Jugend und frühe Jahre bis 1789
Im Alter von zwei Jahren verlor Louise ihre Mutter. Sie wuchs deshalb von 1762 bis 1769 bei ihrer Großtante Henriette-Louise de Bourbon (1703–1772) auf, die Äbtissin des Benediktinerinnenklosters Beaumont-lès-Tours bei Tours war und die sie ihr Leben lang als heiligmäßige Frau verehren wird. Bei ihrer feierlichen Taufe 1769 waren der spätere König Ludwig XVI. und die spätere Karmelitin Louise Marie de Bourbon, Tochter des Königs Ludwig XV., Taufpaten. Von 1770 bis 1782 lebte sie im Hochadelsstift Abtei Penthemont in Paris, doch das wenig klösterliche Leben dort war ihr zu mondän. Ihre besten Freundinnen waren Marie Clothilde von Frankreich, Schwester Ludwigs des XVI., spätere Königin vom Königreich Sardinien und Ehrwürdige Dienerin Gottes, sowie Bathilde d’Orléans. Gleichzeitig und darüber hinaus diente sie ihrem verwitweten Vater im Schloss Chantilly als Gastgeberin hoher Gäste, namentlich 1782 des späteren Zaren Paul I. und seiner Gemahlin. Ab 1782 lebte sie im eigens für sie gebauten Haus in der Rue Monsieur in Paris. Im Juni 1786 verliebte sie sich bei einem Kuraufenthalt in Bourbon-l’Archambault in den jungen Marquis Nicolas Magon de La Gervaisais (1765–1838), dem sie bis Januar 1787 rund 100 Briefe schrieb, um sich dann zum Verzicht durchzuringen. Inzwischen hatte der König sie zur Äbtissin der benediktinischen Abtei Remiremont, eines hochadeligen Damenstifts, bestimmt, doch erschien ihr auch hier das Klosterleben als gänzlich mondän und fern ihres persönlichen Frömmigkeitsideals, weswegen sie sich dort nur wenige Wochen aufhielt.

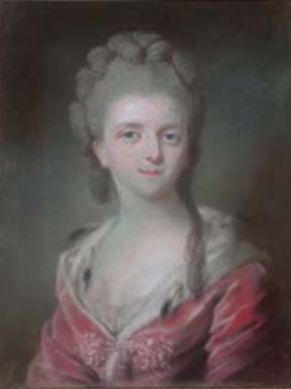
Louise Adélaïde de Bourbon, gemalt von Simon-Bernard Lenoir

### Von der Revolution vertrieben (Turin, Worms und Villingen)
Am 17. Juli 1789 floh Louise in Begleitung von Vater, Bruder und Neffe nach Brüssel und von dort über Aachen, Köln, Koblenz, Mainz, Mannheim, Stuttgart, Innsbruck, Brennerpass, Verona und Mailand nach Turin zu ihrer Freundin Clothilde. Sie blieb bis Januar 1791 in Turin und diente dort ihrem Vater, der von Anfang an bestrebt war, eine Emigrantenarmee aufzustellen, als Sekretärin. Dann folgte sie ihrem Vater über Chambéry, Evian, Lausanne, Fribourg, Tübingen, Stuttgart, Karlsruhe nach Worms (Ankunft 2. März 1791), wo sie bis Januar 1792 bleiben konnten. Sie trennten sich und Louise zog über Höchst, Hanau, Fulda, Würzburg, Meiningen, Bamberg nach Nürnberg, von wo ihr Vater sie in sein Winterquartier nach Villingen bestellte. Dort diente sie ihm wieder, bis er im März 1793 mit seiner Armee neuerlich in den Krieg zog.

### Kapuzinerin in Turin
Louise erhielt im April 1793 vom Kanton Fribourg, wo sich bereits 3000 Emigranten aufhielten, eine Aufenthaltserlaubnis, die sie bis September 1795 nutzte (ausgenommen ein Besuch bei ihrem Vater 1794 in Rottenburg am Neckar). Wichtigste Bezugsperson war ihr dortiger Beichtvater und geistlicher Beistand, Louis Armand Le Juge, marquis de Bouzonville (genannt „abbé de Bouzonville“), Ritter im Ordre royal et militaire de Saint-Louis, Witwer mit einem Jahr Trappistenerfahrung, ein Mann von großer Fähigkeit. Mit ihm besprach sie ihren sehnlichen Wunsch nach Eintritt in ein Kloster, ein schwieriges Unterfangen, da sie nur an französische Klöster gewöhnt war, zudem wusste, wie selten im Kloster wirklich klösterlich gelebt wurde und zudem aufgrund ihres Standes gleichsam in einem natürlichen Widerspruch zu den von ihr selbst angestrebten Tugenden Armut, Demut und Gehorsam stand. Nach langer Sondierung ihres Herzens auf die Echtheit der Berufung erlaubte ihr Bouzonville den Eintritt in ein Kloster. Sie reiste über Einsiedeln, Chur, San Bernardino und Bellinzona nach Turin und wurde dort am 29. November 1795 Postulantin bei den Kapuzinerinnen von der Ewigen Anbetung. Der innere Jubel dauerte zwei Monate. Dann kam die Ernüchterung. Auch dieses Kloster entsprach nicht ihren spirituellen Anforderungen. Ende März trat sie aus.

### Privates Gelöbnis in Wien – Trappistin in Sembrancher
Louise hatte gehört, dass der Trappistenabt Augustin de Lestrange in Sembrancher im Kanton Wallis ein Frauenkloster plante, und reiste über den Großen Sankt Bernhard dorthin, doch war das Gebäude nicht fertig, auch wendete sich Bouzonville gegen diesen Plan, denn er hatte die Reform von Lestrange in ihrer Strenge am eigenen Leib erlebt und sagte Louise unverblümt, sie würde sie nicht überleben. Sie reiste einstweilen mit einem von Bouzonville inspirierten vagen Klosterprojekt im September 1796 über Augsburg und Passau nach Wien und wohnte ein Jahr lang bei den Salesianerinnen im Orden von der Heimsuchung Mariens. Dort legte sie am 21. November (auf Rat von Bouzonville) privat und im Geheimen ein klösterliches Gelöbnis ab (Armut, Keuschheit und Gehorsam). Die Sehnsucht nach dem Ordensleben aber blieb, Bouzonville gab endlich nach, sie reiste zurück und war im September 1797 wieder in Sembrancher. Am 1. Oktober wurde sie als Novizin eingekleidet unter dem Namen Schwester Marie-Joseph de la Miséricorde.

### Die Odyssee nach Russland
Drei Monate später wies der Kanton Freiburg alle französischen Immigranten aus. Wenn Dom Augustin nun beschloss, alle Trappisten nach Russland zu führen, so war dieser Plan wie auch seine erfolgreiche Ausführung nicht denkbar ohne die Gegenwart der Prinzessin Bourbon-Condé. Denn Zar Paul I. hatte gerade erst ihren Vater nach St. Petersburg geholt und war auch bereit, seine ihm persönlich bekannte Tochter zu protegieren, auch wenn diese 240 Begleiter aller Altersstufen hatte. Und wenn sich auf dem langen Zug durch Süddeutschland, Österreich und Russland bis Orscha im heutigen Weißrussland die Tore von Schlössern und Klöstern für die Trappisten öffneten, dann vor allem weil hier die engste Verwandte des französischen Königs unterwegs war, mochte sie noch so demütig als Novizin auftreten. Ihretwegen hatte Zar Paul in Orscha ein Kloster reserviert, wo sie im September 1798 ankamen, und ihretwegen unterstützte die Bevölkerung die französischen Trappisten, die ihr sonst gleichgültig gewesen wären.

### Benediktinerin in Warschau
Am 1. Oktober 1798 wäre der Zeitpunkt für Louises Profess gewesen. Doch Lestrange annullierte ihr Noviziat wegen der außergewöhnlichen Umstände, stellte eine Profess für Herbst 1799 in Aussicht und reiste für lange Monate ab. Louise beschwerte sich beim Zaren (offenbar auch über ihre Priorin), mit der Folge, dass dieser sie kurzerhand durch den Metropoliten zur Äbtissin der Trappistinnen ernennen ließ, eine Revolution, die der zurückgekehrte Lestrange nicht akzeptieren wollte. Die Konsequenz war doppelt. Am 14. August 1799 trat Louise (mit ausdrücklicher und blendend begründeter Genehmigung von Bouzonville) aus dem Kloster aus. Im März 1800 wurden alle Trappisten vom Zaren ausgewiesen. Louise zog mit Begleitung in ein ehemaliges Benediktinerkloster in Njaswisch, blieb dort ein Jahr und begab sich im Juni 1801 mit Genehmigung des preußischen Königs nach Warschau. Im September 1801 wurde sie dort im Kloster der Benediktinerinnen vom Heiligsten Sakrament in der Kirche St. Kasimir in Gegenwart von König Ludwig XVIII. einmal mehr als Novizin eingekleidet. Am 21. September 1802 legte die nunmehr 44-jährige Prinzessin ihre ewigen Gelübde ab. Doch wiederum kam es zu Konflikten. Ihre Verbündeten im Kampf um eine strengere Observanz starben, und die verbleibende jüngere Generation hatte andere Vorstellungen. Zudem wollte Louise nicht dulden, dass ihre Briefe gelesen wurden. Am 24. September 1803 erlaubte ihr der Papst die Privatisierung ihres Status, das heißt Dispens von allen Verpflichtungen im Konvent.

### Zehn Jahre in England
Angesichts der Machtfülle Napoleons in Europa und erschreckt durch die Ergreifung und Erschießung ihres Neffen, des Herzogs von Enghien, im März 1804, hielt Louise ihren Aufenthalt in Warschau nicht mehr für sicher und beschloss, zu ihrem Vater und ihrem Bruder nach England zu übersiedeln. Sie brach am 13. Mai 1805 mit Gefolge auf und kam (nach Einschiffung in Danzig) am 1. Juli in England an, wo sie von William Pitt begrüßt wurde. Sie ließ sich in Pension nieder bei den Benediktinerinnen von Montargis in Bodney Hall, südlich Swaffham, Norfolk (ab Juli 1811 in Heath Hall, Yorkshire), ohne jedoch je in den Konvent einzutreten, dessen Lebensweise ihr einmal mehr als für ein Kloster unangemessen missfiel. Insgesamt blieb sie zehn Jahre in England und beobachtete fasziniert die Entwicklung auf dem Kontinent, bis Napoleon 1814 abdankte und Frankreich ihr wieder offenstand.

### Paris – London – Paris
Die Pariser Benediktinerinnen vom Heiligsten Sakrament in der Rue Cassette (Mutterhaus von Louises Warschauer Kloster) baten sie im Juli 1814, ihre Äbtissin zu werden. Sie nahm an, kehrte am 25. August 1814 nach Paris zurück (sie wohnte bei Bathilde) und begann mit der Planung eines Klosters. Alles sollte ihrem Ideal klösterlichen Lebens entsprechen. Ihr stärkster Verbündeter war der Generalvikar und spätere Kardinal Paul-Thérèse-David d’Astros (1772–1851), der auch ihr geistlicher Beistand wurde. Die Wahl für den neuen Klosterort fiel auf den Temple, wo die Königsfamilie von der Revolution gefangen gehalten wurde. Indes führte die Rückkehr Napoleons von Elba zu Louises neuerlicher Flucht nach England, wo sie 14 Monate in Little Chelsea (heute London) verbrachte und von wo sie erst am 14. Juni 1816 nach Paris zurückkehrte.

### Priorin von Saint-Louis-du-Temple bis zum Tod
Am 3. Dezember 1816 begann ihr Dasein als Priorin des Priorats Saint-Louis-du-Temple (mit d’Astros als Superior). Sie formulierte zahlreiche Prinzipien für ein heiligmäßiges Leben im Kloster und kümmerte sich um die Errichtung einer Klosterkirche wie auch um die finanzielle Absicherung des Klosters. 1820 folgte auf d’Astros (der Bischof von Bayonne wurde) der Abbé Denis-Antoine-Luc de Frayssinous. Louise erlebte den Tod ihres Vaters (1818) und von Bathilde (1822) sowie die Ermordung des Duc de Berry, Sohn jenes Comte d’Artois (und späteren Königs Karl X.), für den sie einmal als Gemahlin vorgesehen war. Sie verheiratete ihre in Polen adoptierte „Sklavin“ und „Douairière“ Eléonore Julienne Dombrowska (später Eléonore de Saint-Chamans, 1795–1874). Sie starb im Alter von 66 Jahren, sechs Monate vor Ludwig XVIII.

### Spätere Entwicklung der Klostergründung
Ihre Gründung wechselte 1850 in die Rue Monsieur Nr. 20 und entwickelte sich dort bis 1938 zu einem spirituellen Zentrum ersten Ranges, das (nicht zuletzt durch seinen gregorianischen Gesang) zahlreiche berühmte Köpfe anzog. Nach einem Provisorium in Meudon ging die 1932 zur Abtei aufgestiegene Gemeinschaft Saint-Louis-du-Temple 1950 nach Limon in Vauhallan, wo Monsignore Roncalli den Grundstein legte und wo sie noch heute lebt. 1967 wurde als erste Tochter die heutige Abtei Notre-Dame-de-Fidélité in Jouques gegründet, die 1991 ihrerseits Notre-Dame de Miséricorde in Rosans zur Tochter bekam. In Limon ist der Gründerin ein Museum eingerichtet.

## Werke
- Oeuvres de son Altesse Serenissime Madame la princesse Louise-Adélaïde de Bourbon, Paris, Dufour, 1843